# Edina Pop

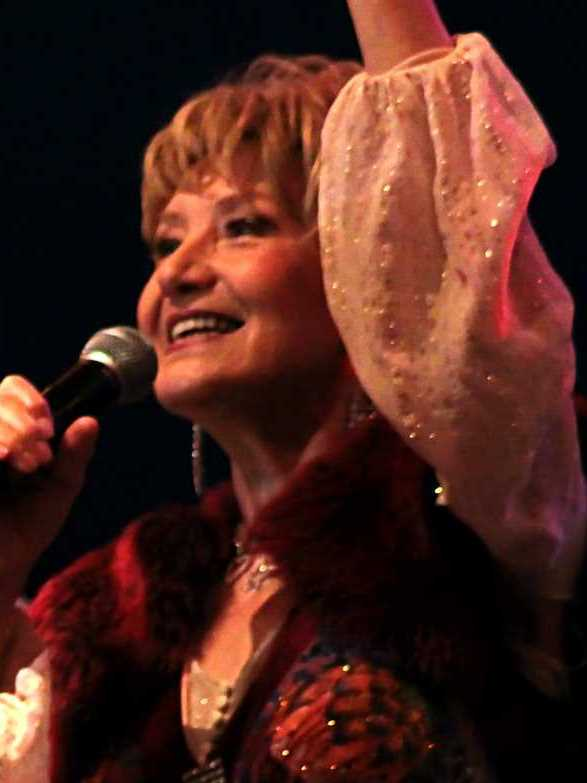
Edina Pop (2009)

Edina Pop (bürgerlicher Name: Marika Késmárki, * 4. Februar 1941 in Budapest) ist eine deutsche Schlagersängerin ungarischer Abstammung. 

## Leben und Karriere
Edina Pop absolvierte in Budapest das Abitur und hatte dort Auftritte in exklusiven Hotels, bei Konzerten und im Fernsehen. 1969 kam sie nach Deutschland und startete schon bald darauf ihre westliche Gesangskarriere. 1972 beteiligte sie sich an der deutschen Vorentscheidung zum Eurovision Song Contest mit dem Lied Meine Liebe will ich dir geben und erreichte einen geteilten 6. Platz. Sie sollte bereits 1970 mit dem Titel Bei jedem Kuss antreten, konnte aber aus gesundheitlichen Gründen nicht singen und wurde deshalb durch Mary Roos ersetzt. Mitte der 1970er Jahre wurde es etwas ruhiger um sie. 
Im Februar 1971 heiratete Edina Pop den Schauspieler Günther Stoll. Mit ihm war sie verheiratet, bis er 1977 starb.
1979 engagierte Ralph Siegel sie für seine Gruppe Dschinghis Khan, die Deutschland beim Eurovision Song Contest 1979 vertrat. 
Nach Auflösung der Gruppe 1985 nahm sie ihre Solokarriere wieder auf, an die zurückliegenden Erfolge konnte sie nicht mehr anknüpfen. Bei ihren Auftritten singt sie eigene Hits und solche von Dschinghis Khan. Des Weiteren interpretiert Edina Pop heute Jazz- und Gospel-Lieder.
Nach der Wiedervereinigung von Dschinghis Khan im Jahr 2005 hatte sie bis Dezember 2019 erneut viele Konzerte mit der Gruppe; nach einem Konzert als Solo-Künstlerin Januar 2020 beim Táncdalfesztivál in Budapest kündigte sie ihren Rücktritt von der Bühne an und plante zurück nach Ungarn zu ziehen.

## Diskografie

### Studioalben
- 1970: Halt die Liebe fest (Philips Records)
- 1999: Ich wünsche dir Zeit (Rubin Records)
- 2005: Traumschlager (Rubin Records)

### Singles (Auswahl)
- 1969: Petruschka
- 1969: Mein Apollo ist kein Raumschiff
- 1970: Zwischen Wolga und Don (Vivo Cantando)
- 1970: Komm, komm zu mir (Knock knock, who's there)
- 1970: Tomatenrote Lippen
- 1971: Carneval Brasil